# Gunsleben
Gunsleben is een plaats en voormalige gemeente in de Duitse deelstaat Saksen-Anhalt, en maakt deel uit van de gemeente Am Großen Bruch in de Landkreis Börde.
Gunsleben telt 365 inwoners.

## Geschiedenis
Gunsleben werd als plaats voor het eerst vermeld in documenten uit 1112. In 1141 werd een kerk gebouwd. In 1224 werd de eerste boerderij in Gunsleben opgericht met bijbehorend land uit de erfenis van Adelheid von Loccum-Hallermund in handen van de graven van Dassel. Nadat zij de boerderij hadden overgedragen aan Heinrich von Regenstein, die familie van hen was, schonk de graaf van Regenstein de boerderij in 1298 aan het Hamersleben-klooster. In 1311 versterkte de Hildesheimse bisschop Heinrich II Ludolf von Warberg Gunsleben met 6 hoeven. Het kathedraalkapittel van de kathedraal van Halberstadt had tienderechten in Gunsleben. In 1314 regelden de broers van Alvensleben dat het kathedraalkapittel deze rechten aan het S. Marie-klooster zou overdragen. De familie Von Asseburg heeft zich sinds 1453 in Gunsleben gevestigd. 
Het wapen van Asseburg is in reliëf bewaard gebleven op een landhuis uit de 18e eeuw. Ernaast staat het wapen van de familie Von Alvensleben als bewijs van een huwelijk tussen de toenmalige landeigenaar Christoph Werner von Asseburg en Catharina Helena von Alvensleben, die later in het huis Ditfurth trouwde. De gronden van landhuis Gunsleben (ca. 213 hectare) werden begin 20e eeuw verhuurd aan het zaadveredelingsbedrijf Fr. Strube in Schlanstedt. Op 30 september 1928 werd het landhuisdistrict Gunsleben verenigd met de plattelandsgemeenschap Gunsleben Gunsleben was onderdeel van de gemeente Hamersleben. Door de vrijwillige fusie van de gemeenschappen Gunsleben, Hamersleben en Neuwegersleben werd op 1 juli 2004 de nieuwe gemeenschap Am Großen Bruch opgericht.

## Cultuur en bezienswaardigheden

### Gebouwen
- Kasteel Gunsleben – voormalig landhuis (gebouwd in 1754) en later kasteel (1891).
- Dorpskerk Gunsleben, een protestantse kerk met barok meubilair, gebouwd in de 18e eeuw.
- Aan de Hauptstraße 17 staat de oudste boerderij (omstreeks 1720) die goed is bewaard. Dit authentieke vakwerkhuis werd aan weerszijden omsloten met stallen en kent prachtige antieke toegangsdeuren.

### Verenigingen
- SV Gunsleben 1960
- De vrijwillige brandweer Gunsleben zorgt sinds 1922 voor brandveiligheid en algemene hulp.